# 상도밍구스시

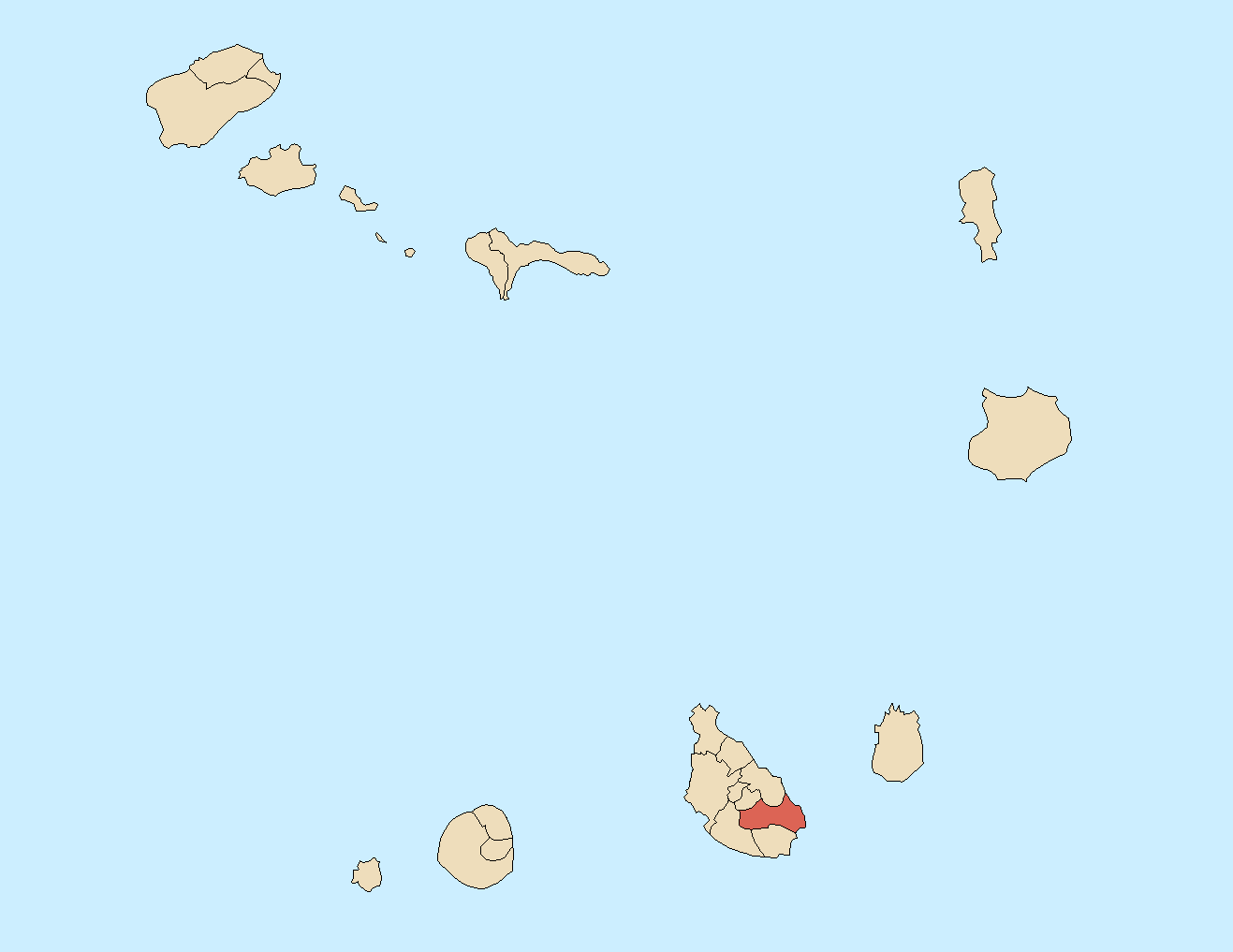
상도밍구스시의 위치

상도밍구스시(포르투갈어: São Domingos)는 카보베르데를 구성하는 22개 지방 자치체 가운데 하나로 산티아구섬 남동부에 위치한다. 행정 중심지는 상도밍구스이며 면적은 147.5km2, 인구는 13,699명(2010년 기준)이다. 2개 교구(노사세뇨라다루스(Nossa Senhora da Luz) 교구, 상니콜라우톨렌티누(São Nicolau Tolentino) 교구)를 관할한다.